# Youssouf Sabaly
Youssouf Sabaly (ur. 5 marca 1993 w Le Chesnay) – senegalski piłkarz francuskiego pochodzenia, występujący na pozycji obrońcy w hiszpańskim klubie Real Betis oraz w reprezentacji Senegalu. Były młodzieżowy reprezentant Francji.

## Kariera klubowa
Sabaly rozpoczął karierę w małym klubie Cellois FC, skąd latem 2003 roku przeniósł się do Paris Saint-Germain. W trakcie kolejnych 10 lat występował w drużynach młodzieżowych, zaś w lipcu 2013 roku włączono go do kadry pierwszego zespołu. W tym samym miesiącu został na dwa lata wypożyczony do Evian, w którego barwach zadebiutował 10 sierpnia 2013 roku podczas zremisowanego 1:1 spotkania z FC Sochaux-Montbéliard. Latem 2015 roku ponownie trafił na wypożyczenie, tym razem do FC Nantes.

## Kariera reprezentacyjna
Sabaly ma za sobą grę w licznych juniorskich i młodzieżowych reprezentacjach Francji. W 2010 roku wraz z kadrą do lat 17 wziął udział w młodzieżowych Mistrzostwach Europy, podczas których Francja doszła do półfinału. W 2013 roku znalazł się w kadrze reprezentacji do lat 20, która zwyciężyła w młodzieżowych Mistrzostwach Świata.

## Statystyki kariery
(aktualne na dzień 17 maja 2018)
| Klub                      | Sezon              | Liga               | Liga  | Liga   | Puchar Francji | Puchar Francji | Puchar Ligi | Puchar Ligi | Europa | Europa | Suma  | Suma   |
| Klub                      | Sezon              | Liga               | Mecze | Bramki | Mecze          | Bramki         | Mecze       | Bramki      | Mecze  | Bramki | Mecze | Bramki |
| ------------------------- | ------------------ | ------------------ | ----- | ------ | -------------- | -------------- | ----------- | ----------- | ------ | ------ | ----- | ------ |
| Paris Saint-Germain       | 2013/14            | Ligue 1            | 0     | 0      | 0              | 0              | 0           | 0           | 0      | 0      | 0     | 0      |
| Evian (wyp.)              | 2013/14            | Ligue 1            | 36    | 0      | 0              | 0              | 3           | 0           | –      | –      | 39    | 0      |
| Evian (wyp.)              | 2014/15            | Ligue 1            | 29    | 0      | 2              | 0              | 1           | 0           | –      | –      | 32    | 0      |
| FC Nantes (wyp.)          | 2015/16            | Ligue 1            | 28    | 2      | 1              | 0              | 1           | 0           | –      | –      | 30    | 2      |
| Girondins Bordeaux (wyp.) | 2016/17            | Ligue 1            | 30    | 0      | 1              | 0              | 2           | 0           | –      | –      | 33    | 0      |
| Girondins Bordeaux        | 2017/18            | Ligue 1            | 34    | 0      | 1              | 0              | 1           | 0           | 2      | 0      | 38    | 0      |
| Ogólnie w karierze        | Ogólnie w karierze | Ogólnie w karierze | 157   | 2      | 5              | 0              | 8           | 0           | 2      | 0      | 172   | 2      |

## Sukcesy
Francja
- Mistrzostwo Świata do lat 20: 2013